# Adolf von Spillner
Adolf Rudolf Spillner, seit 1861 von Spillner, (* 10. August 1790 in Brandenburg an der Havel; † 30. November 1871 in Koblenz) war ein preußischer Generalmajor.

## Leben

### Herkunft
Er war der Sohn von Gabriel Rudolf Spillner und dessen Ehefrau Johanna Wilhelmine, geborene Wiedemann. Sein Vater war kurmärkicher Provinzialakzise- und Zollassessor sowie Geheimer Kriegsrat.

### Militärkarriere
Spillner studierte zunächst an der Bauakademie in Berlin und war als Baukondukteur bei der Regierung in Potsdam angestellt. Als König Friedrich Wilhelm III. den Aufruf „An Mein Volk“ veröffentlichte, trat Spillner im März 1813 als freiwilliger Jäger in das II. Bataillon des 1. Garde-Regiments zu Fuß der Preußischen Armee ein. Er nahm an den Schlachten bei Großgörschen sowie Bautzen teil und wurde Ende Mai 1813 unter Beförderung zum Sekondeleutnant in das Schlesische Landwehr-Bataillon des Grafen Reichenbach versetzt. Nach dem Waffenstillstand kam das Bataillon zum 4. Schlesischen-Landwehr-Regiment. In dessen Reihen kämpfte Spillner als Kompanieführer an der Katzbach und bei Bunzlau. Für Wartenburg erhielt er das Eiserne Kreuz II. Klasse. Durch eine Verwundung war er erst im Dezember 1813 wieder dienstfähig, nahm an der Blockade von Mainz teil und avancierte im Januar 1814 zum Premierleutnant. Als solcher kämpfte Spillner bei Château-Thierry, Laon und Paris. In der Schlacht bei Waterloo kommandierte er als Kapitän die Schützen seines Bataillons.
Nach dem Friedensschluss kam Spillner mit seinem Bataillon nach Liegnitz, das dort im Februar 1816 aufgelöst wurde. Daraufhin wurde er im 28. Infanterie-Regiment angestellt. Hier stieg Spillner im Juli 1832 zum Major auf, wurde Kommandeur des Füsilier-Bataillons und in dieser Eigenschaft 1842 Oberstleutnant. Am 17. Oktober 1844 beauftragte man ihn mit der Führung des 29. Infanterie-Regiments. Nach seiner Beförderung zum Oberst erhielt Spillner am 15. August 1845 die Ernennung zum Regimentskommandeur. Mit der gesetzlichen Pension wurde er am 23. Dezember 1848 zur Disposition gestellt und am 10. Januar 1850 als Generalmajor mit Pension verabschiedet.
Anlässlich der Krönung von Wilhelm I. wurde er am 18. Oktober 1861 in den erblichen preußischen Adelsstand erhoben.

### Familie
Spillner hatte sich 1817 mit Auguste Wilhelmine Müller († 1820) verheiratet. Nach ihrem frühen Tod heiratete er am 18. Oktober 1826 in Bonn Luise Butte (1799–1863), Tochter des Regierungsrates Wilhelm Butte. Aus dieser Ehe gingen der spätere preußische Oberst Carl August Hermann (1830–1887) sowie der spätere preußische Major und Amtmann Friedrich Otto Rudolph (* 1834) hervor.